# 下沼部
下沼部（しもぬまべ）は、神奈川県川崎市中原区の大字。

## 地理
武蔵小杉の南西側に位置し、多摩川を挟んで東京都大田区と接している。かつての水路や沼地跡が境界線となっている（後述）。

## 歴史
かつての荏原郡下沼部村の一部である。現在は住宅地となっているが、多摩川の旧流路があった湿地帯であった。多摩川の流路変更により東京府から神奈川県に編入された。なお下沼部村の大部分は現在の大田区田園調布である。1912年（明治45年）4月1日橘樹郡御幸村に編入。さらに1924年（大正13年）7月1日川崎市に編入。
- 2019年（令和元年） - 令和元年東日本台風（台風19号）によりかつての沼地跡などにおいて内水氾濫し、泥水が武蔵小杉駅構内に入り込むなどし、大きな被害を受けた。

## 世帯数と人口
2025年（令和7年）6月30日現在（川崎市発表）の世帯数と人口は以下の通りである。
| 大字   | 世帯数    | 人口    |
| ------ | --------- | ------- |
| 下沼部 | 2,911世帯 | 4,883人 |

### 人口の変遷
国勢調査による人口の推移。
| 年                 | 人口  |
| ------------------ | ----- |
| 1995年（平成7年）  | 3,594 |
| 2000年（平成12年） | 3,650 |
| 2005年（平成17年） | 3,842 |
| 2010年（平成22年） | 4,386 |
| 2015年（平成27年） | 4,670 |
| 2020年（令和2年）  | 4,760 |

### 世帯数の変遷
国勢調査による世帯数の推移。
| 年                 | 世帯数 |
| ------------------ | ------ |
| 1995年（平成7年）  | 1,677  |
| 2000年（平成12年） | 1,780  |
| 2005年（平成17年） | 1,964  |
| 2010年（平成22年） | 2,375  |
| 2015年（平成27年） | 2,543  |
| 2020年（令和2年）  | 2,678  |

## 学区
市立小・中学校に通う場合、学区は以下の通りとなる（2022年3月時点）。
| 番・番地等 | 小学校               | 中学校             |
| ---------- | -------------------- | ------------------ |
| 全域       | 川崎市立下沼部小学校 | 川崎市立玉川中学校 |

## 事業所
2021年（令和3年）現在の経済センサス調査による事業所数と従業員数は以下の通りである。
| 大字   | 事業所数  | 従業員数 |
| ------ | --------- | -------- |
| 下沼部 | 203事業所 | 11,819人 |

### 事業者数の変遷
経済センサスによる事業所数の推移。
| 年                 | 事業者数 |
| ------------------ | -------- |
| 2016年（平成28年） | 191      |
| 2021年（令和3年）  | 203      |

### 従業員数の変遷
経済センサスによる従業員数の推移。
| 年                 | 従業員数 |
| ------------------ | -------- |
| 2016年（平成28年） | 13,603   |
| 2021年（令和3年）  | 11,819   |

## 交通
- 南武線向河原駅

なお、武蔵小杉駅は、構内の一部だけが所属している。

## 施設
- 川崎市立下沼部小学校
- NEC玉川ルネッサンスシティ
- 川崎市教育会館
- サクラノ幼稚園
- 中原警察署 向河原交番
- 三社宮

## その他

### 日本郵便
- 郵便番号 : 211-0011[3]（集配局 : 中原郵便局[15]）

### 警察
町内の警察の管轄区域は以下の通りである。
| 番・番地等 | 警察署     | 交番・駐在所 |
| ---------- | ---------- | ------------ |
| 全域       | 中原警察署 | 中丸子交番   |